# Siegfried Thomas Bok
Siegfried Thomas Bok (Knollendam, 19 maart 1892 - Naarden, 4 januari 1964) was een Nederlands neuroloog en hoogleraar.

## Biografie
Bok werd geboren in Knollendam. Hij volgende een opleiding geneeskunde aan de Universiteit van Amsterdam. Tijdens zijn studie verrichtte hij onderzoek voor het Nederlands Instituut voor Hersenonderzoek. Hij verrichtte wetenschappelijk onderzoek naar de embryonale ontwikkelingen van de baansystemen en kernen die zich in het verlengde merg bevinden. Voor dit onderzoek werd hij onderscheiden door de Rijksuniversiteit Groningen. Aan de hand van deze resultaten stelde hij zijn theorie van de stimulogene fibrillaties op. Deze theorie veronderstelt dat de uitlopers afkomstig van jonge zenuwcellen uitgroeien naar de richting van waaruit herhaaldelijke prikkels werden ontvangen. Hij combineerde zijn eigen theorie met de theorie van de neurobiotaxis opgesteld door Cornelius Ubbo Ariëns Kappers. In deze nieuwe theorie stelt Bok dat een reflexboog als onderdeel van een reflexkring beschouwd kan worden. Wanneer een sensibele prikkel een motorische reactie opwekt zal deze reactie de zenuwreceptor prikkelen. Deze theorie is een van de grondslagen van de cybernetica. Uiteindelijk voltooide hij zijn opleiding geneeskunde in 1916. Hij trad in het huwelijk op 15 mei 1916 te Amsterdam met Wilhelmina de Vos, zus van Arnoldina Johanna Six-de Vos, echtgenote van jhr. ir. Willem Six.
Na zijn opleiding ging Bok aan de slag als neuropatholoog. Gedurende deze periode publiceerde hij onder andere over pathologische afwijkingen binnen het zenuwstelsel. In 1922 promoveerde hij onder Cornelis Winkler op het proefschrift Over de ontogenese van het ruggemergsreflexapparaat met de centrale verhoudingen van de nervus sympathicus. Zijn benoeming tot hoogleraar histologie en microscopische anatomie vond plaats in 1929 en niet veel later sprak hij zijn inaugurele rede Wiskunde en Weefselleer uit. Tot en met 1952 publiceerde hij voornamelijk over de hersenschors. In deze publicaties werd de hersenschors voornamelijk op kwantitatieve wijze geanalyseerd. Toen de Tweede Wereldoorlog aanbrak trachtte hij het onderwijs draaiende te houden en probeerde hij misstanden aan de kaak te stellen. In 1943 werd hij op eigen verzoek ontslagen en in 1944 werd hij door de Duitsers gearresteerd als represaille voor een moordaanslag. Tijdens de oorlogsjaren heeft hij enige tijd in Kamp Vught doorgebracht. Toen de oorlog in 1945 ten einde kwam werd hij wederom aangesteld als hoogleraar histologie en microscopische anatomie. Datzelfde jaar werd hij lid van de Koninklijke Nederlandse Akademie van Wetenschappen (KNAW).
Na de oorlog speelde hij een belangrijke rol bij het op gang brengen van het Leidse universitaire leven. Tijdens het studiejaar 1950/1951 vervulde hij de functie van rector magnificus. In 1952 volgde hierop zijn benoeming als directeur van het Nederlands Instituut voor Hersenonderzoek. Tevens werd hij benoemd tot buitengewoon hoogleraar neurobiologie aan de Universiteit van Amsterdam. In 1959 werd zijn boek Histonomy of the cerebral cortex uitgebracht dat door menigeen gezien wordt als de belangrijkste bijdragen van Bok aan de wetenschap. Uiteindelijk ging hij in 1962 met emeritaat en legde hiermee ook zijn buitengewoon hoogleraarschap en zijn positie als directeur van het Nederlands Instituut voor Hersenonderzoek neer.
Bok kwam op 4 januari 1964 te overlijden na een lang ziektebed. Tijdens zijn leven is hij benoemd tot Ridder in de Orde van de Nederlandse Leeuw en tot Commandeur in de Orde van Leopold II voor zijn grote bijdrage aan 'het Nederlandse paviljoen' op de wereldtentoonstelling van 1958 die werd gehouden in de Belgische hoofdstad Brussel onder de naam Expo 58. Ze vond plaats van 17 april tot 19 oktober 1958 op de Heizel.

## Publicaties (selectie)
- Over de ontogenese van het ruggemergsreflexapparaat met de centrale verhoudingen van de nervus sympathicus. Amsterdam 1922
- Das Zentralnervensystem, das Rückenmark. Berlijn 1926
- Wiskunde en weefselleer. Den Haag 1929
- Histopathologie des Zentralnervensystems. Utrecht 1932
- A quantitative analysis of the structure of the cerebral cortex. Amsterdam 1936
- De gedachtengang van de statistica. Leiden 1946, 1948
- De Eerste Nederlandse Systematisch Ingerichte Encyclopaedie ENSIE Amsterdam 1959
- Hersenschors en lichaamsvorm. Leiden 1951
- De sturende taak van het zenuwstelsel. Amsterdam 1953
- Cybernetica (stuurkunde), hoe sturen wij ons leven, ons werk en onze machines? Utrecht 1958
- Histonomy of the cerebral cortex. Amsterdam 1959
- Het ontstaan van het leven. Utrecht 1963